# Бадрутдинов, Минулла Бадрутдинович
Минулла́ Бадрутди́нович Бадрутди́нов (1901 — 29 сентября 1943) — Герой Советского Союза (19.03.1944), участник Гражданской и Великой Отечественной войн, в годы Великой Отечественной — стрелок 78-го гвардейского полка 25-й гвардейской стрелковой дивизии 6-й армии Юго-Западного фронта, сержант.

## Биография
Родился в 1901 года в деревне Чургулды ныне Татышлинского района Башкирии. Татарин. Образование начальное. Член ВКП(б) с 1943 года. Участник гражданской войны. До 1930 года занимался земледелием в своем хозяйстве в деревне Чургулды. В 1930—1941 годы — работал в колхозе «Спартак» Татышлинского района.
В Красную армию призван осенью 1941 года Татышлинским райвоенкоматом. На фронте Великой Отечественной войны с декабря 1941 года.
Сержант М. Б. Бадрутдинов совершил подвиг 29 сентября 1943 года при форсировании реки Днепр севернее села Войсковое Днепропетровской области, действуя в составе отряда по захвату плацдарма. В момент форсирования и захвата плацдарма, под ураганным артиллерийско-миномётным и пулемётным огнём противника, отряд, в котором находился Бадрутдинов, переправившись на противоположный берег, преодолевая упорное сопротивление и эскарпы, ворвался в траншеи, уничтожая живую силу и технику. Захватив высоту 130,3, отряд закрепился. Утром противник, пытаясь вытеснить с захваченных рубежей советских бойцов, предпринял пять яростных атак при поддержке танков и самоходных пушек. Гвардейцы отразили все атаки врага, разгромив до двух батальонов пехоты и уничтожив четыре танка, не отступили ни шагу назад. Во время захвата третьей линии траншей Бадрутдинов первым поднялся в атаку, увлекая за собой остальных, и в завязавшейся рукопашной схватке лично заколол трёх солдат противника. В этом бою погиб.
Звание Героя Советского Союза Минулле Бадрутдиновичу Бадрутдинову присвоено посмертно Указом Президиума Верховного Совета СССР 19 марта 1944 года.

## Награды
- Медаль «Золотая Звезда» Героя Советского Союза (19.03.1944)[2]
- Орден Ленина (19.03.1944)
- Орден Красного Знамени

## Память
- Похоронен в селе Вовниги Днепропетровской области.
- Именем Героя названа Чургулдинская школа, во дворе которой установлен его бюст.
- В селе Верхние Татышлы его именем названа улица.